# Wellings Landsbymuseum
Wellings Landsbymuseum är ett kulturhistoriskt friluftsmuseum i Lintrup i Vejens kommun på södra Jylland i Danmark. 
Konstnären och samlaren Søren Welling (1917–1996) samlade från 1971 fram till sin död danska kulturhistoriskt intressanta bruksföremål.
Han flyttade 1964 till byn Mejlby och började 1973 att bygga upp en museiby, i vilken skulle visas livet på landsbygden i Jylland omkring 1900. För uppförandet av byggnader har huvudsakligen gamla material återanvänts, vulka hämtats från byns omgivning. Litet i taget har  fler och fler byggnader rests och dessa bildar idag en liten by. I byn finns bland annat  kyrka, dagligvarubutik, ölstuga, frisersalong, postkontor samt olika bostadshus. 
I friluftsmuseet finns också historiska jordbruksmaskiner och annan utrustning för bondgårdar. Det finns verktyg som använts av biodlare, skomakare och taktäckare. 

## Bildgalleri

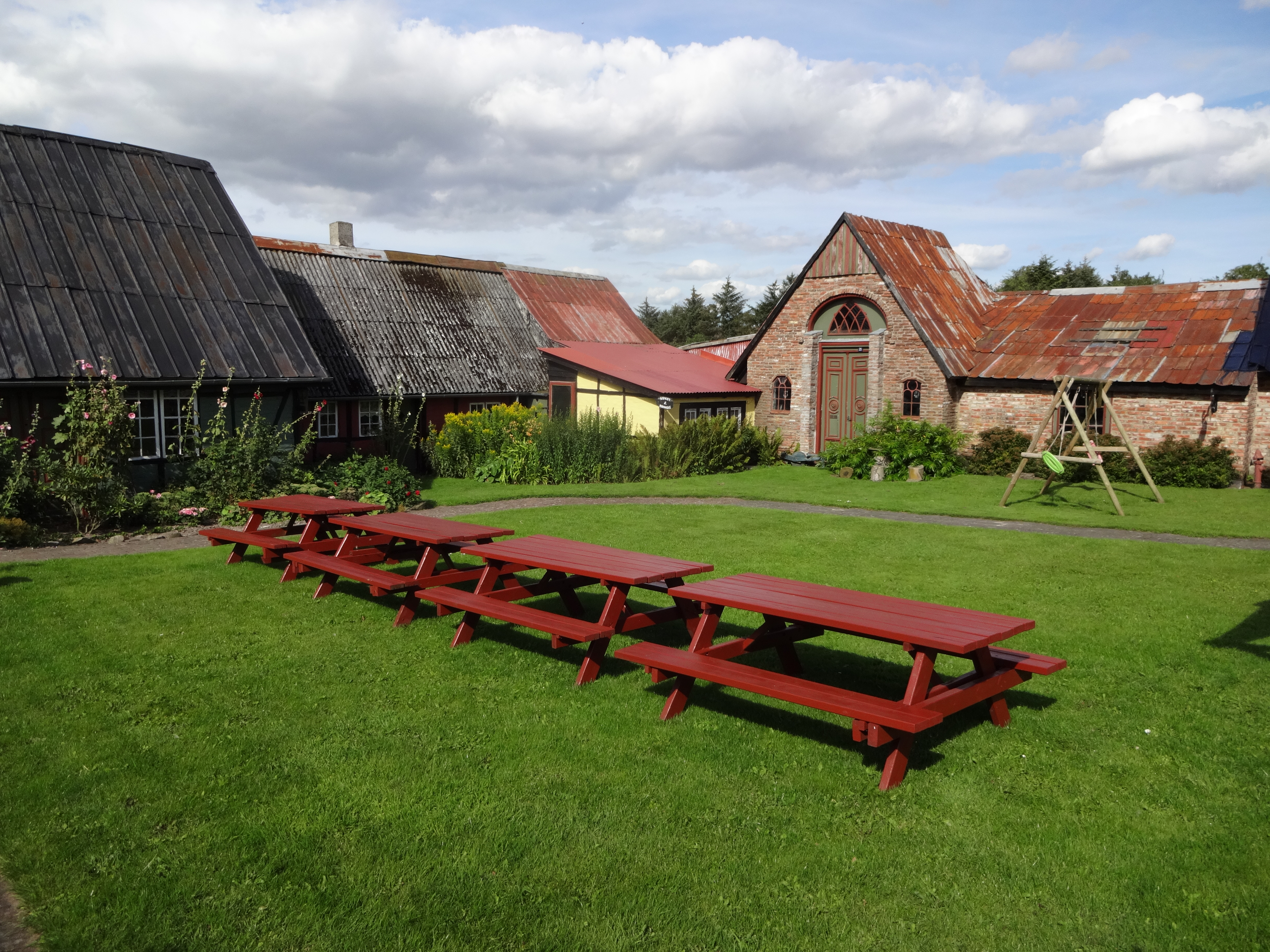
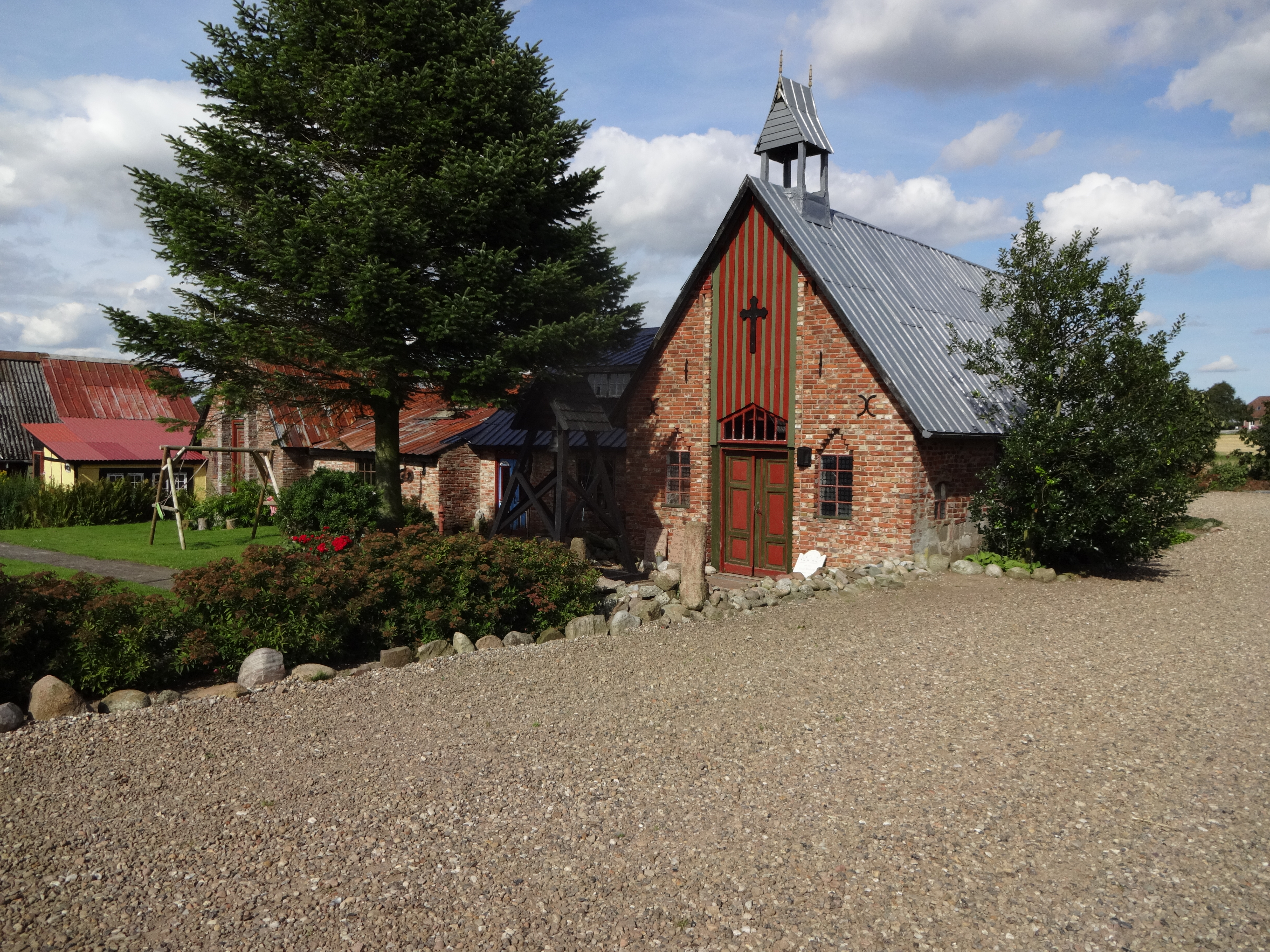